# Сенат Таиланда
Сенат Таиланда  (тайск. วุฒิสภา) — верхняя палата Национальной ассамблеи Таиланда, орган законодательной власти. В соответствии с Конституцией Таиланда от 2017 года, членами сената являются 200 беспартийных граждан, избирающиеся на один пятилетний срок.
Сенат и Палата представителей были упразднены в 2014 году в результате военного переворота. Эти государственные органы были заменены на однопалатную Национальную законодательную ассамблею, состоящую из 250 членов, выбранных Национальным Советом для мира и порядка. Однако, новая конституция 2017 года, которая была одобрена референдумом в 2016 году, восстановила в полномочиях Сенат и Палату представителей. С 2019 года заседания проходят в здании Национальной Ассамблеи. Первый созыв обновлённого Сената полностью состоял из людей, назначенных военными. В 2024 состоялись непрямые выборы 200 новых сенаторов.

## История
Двухпалатный парламент в Таиланде создавался по образцу английской палаты лордов. Впервые сенат был избран в стране согласно Конституции Таиланда 1946 года сроком на шесть лет. Конституция 1946 года вскоре была отменена в результате военного переворота. В последующем Сенат то избирался, то отменялся. Конституция 1997 года вводила избрание Сенат, но она была отменена после Государственного переворота 2006 года.
В разные годы в состав Сената и заменяющих его органов входило разное количество членов.
- 1947 — первый тайский Сенат состоял из 100 членов, назначенный королем.
- 1952 — в состав однопалатного Национального собрания входила с 123 членов.
- 1968 — Сенат из 164 ленов.
- 1972 — роспуск сената премьер-министром Таном Киттикачоном.
- 1974 — возвращение Сената.
- 1976 — создание однопалатного Национального собрания из 360 членов, назначенный королем.
- 1978 — возвращение Сената из 225 членов.
- 1991 — создание однопалатного Национального собрания из 292 членов.
- 1997 — выборы в Сенат на 6-летний срок, 200 членов.
- 2006 — после государственного переворота создано Национальное законодательное Собрание из 250-членов.
- 2007 — создан Сенат, половина его членов назначается, половина избирается в соответствии с Конституцией 2007 года.
- 2014 — роспуск Сената в результате военного переворота[4].
- 2017 — король Рама X подписал новую конституцию Таиланда, которая восстанавливала в полномочиях Сенат и Палату представителей.
- 2019 — после принятия Конституции 2017 года Национальная ассамблея была воссоздана, а её верхняя палата стала состоять из 250 сенаторов, назначенных военными.
- 2024 — после истечения срока полномочий назначенного военными Сената, были избраны 200 новых сенаторов из 20 профессиональных групп.

## Состав и полномочия

### 10-й и 11-й созывы (2008—2014)
До упразднения Сената в 2014 году в его состав входили 150 сенаторов, 76 из них участвовали в прямых выборах от 75 провинций Таиланда плюс один от округа (Бангкок). Провинция Буэнг Кан не имела своего сенатора. Выборы проводились тайным голосованием. Все кандидаты были беспартийными и не имели никакого отношения к политическим партиям.
Остальные 73 члена отбирались Отборочным комитетом, который (согласно статье 113 части 3 главы 6 Конституции) состоял из:
- Председателя Конституционного Суда
- Председателя избирательной комиссии
- Председателя Государственной комиссии по аудиту
- Судьи Верховного Суда
- Судьи высшего административного суда.

Комитет сам избирал своего председателя, а также выбирал членов Сената из:
1. Академического cектора
2. Государственного сектора
3. Частного сектора
4. Профессиональных работников

При отборе в Сенат особое внимание уделялось знаниям и опыту работы кандидатов.
Сенат избирался на шесть лет и не мог быть распущен ни при каких обстоятельствах, а новый избирался в соответствии с Королевским Указом по истечении тридцати дней после окончания срока полномочий предыдущего созыва.
Члены Сената имели право на использование звание «сенатор» (тайск. สมาชิกวุฒิสภา или ส.ว.). В Сенаторы нельзя было избираться более одного раза.

### 12-й созыв (2019—2024)
Сенат в составе 250 человек состоял из 194 членов, избранных правящей хунтой. Пятьдесят оставшихся сенаторов представляли 10 профессиональных и социальных групп: бюрократов, учителей, судей, фермеров и частные компании. Остальные шесть мест в Сенате зарезервированы для верховного главнокомандующего вооружёнными силами, министра обороны, начальника национальной полиции и глав сухопутных, военно-морских и военно-воздушных сил. По состоянию на 2020 год 104 из 250 сенаторов являлись военными или полицейскими.
Сенат разделял часть полномочий с Палатой представителей, в частности участвовал в выборах премьер-министра. К исключительным полномочиям сената относилось:
- Принятие решений по королевским назначениям:
  - Судьи Конституционного Суда Таиланда
  - Омбудсмена
  - Членов национальной антикоррупционной комиссии, государственной Ревизионной комиссии (в том числе Генерального аудитора) и Национальной комиссии по правам человека.

Прохождение законов включало три слушания — в Палате представителей, потом в Сенате. При внесении Сенатом изменений в документ, он возвращался в нижнюю палату на дальнейшее утверждение. После этого документ передавался на подпись Королю. Король в течение 90 дней мог вернуть закон обратно в парламент. Для преодоления королевского вето необходимо было набрать более 2/3 голосов депутатов в каждой из палат. Если Король вновь не подписывал законопроект в пределах 30 дней, то премьер-министр объявлял его законом в правительстве.

### 13-й созыв (с 2024 года)
Сенат 13-го созыва имеет несколько сокращённые полномочия в сравнении со своим предшественником и состоит из 200 человек, которые выбирались из двадцати профессиональных и социальных групп: бюрократы, учителя, судьи, фермеры и так далее. 
Хотя палата уполномочена быть беспартийной и независимой, СМИ и аналитики смогли разделить Сенат на три политические фракции:
| Фракция                                                                    | Номинант в председатели          | Мест      | Мест |
| -------------------------------------------------------------------------- | -------------------------------- | --------- | ---- |
| «Синие сенаторы», связанные с партией «Бумяжтай»                           | Монгкол Сурасаджа (председатель) | более 150 |      |
| «Сенаторы нового поколения», продвигающие либеральные и прогрессивные идеи | Нантана Нантаваропас             | до 30     |      |
| Неаффилированные/другие                                                    | Премсак Пиаюра                   | до 30     |      |

## Руководство
Сенат избирает трёх руководителей: одного председателя и двух вице-председателей.

### Список председателей Сената
| №     | Имя                                        | Вступил в должность | Покинул должность |
| ----- | ------------------------------------------ | ------------------- | ----------------- |
| 1     | Вилас Осатанон                             | 4 июня 1946         | 22 августа 1946   |
| 2     | Прайя Сорайудтхасени                       | 31 августа 1946     | 8 ноября 1947     |
| 3     | Чаопхрая Шридхамадхибес                    | 26 ноября 1947      | 29 ноября 1951    |
| 4     | Полковник Форкамбанча (Бункерд Стантанорт) | 22 июля 1968        | 17 ноября 1971    |
| 5     | Читти Тингсабад                            | 7 февраля 1975      | 6 октября 1976    |
| 6     | Харин Хонсакул                             | 9 мая 1979          | 25 апреля 1983    |
| 7     | Чарубутир Руенгсуван                       | 26 апреля 1983      | 19 марта 1984     |
| 8     | Укрит Монгколнавин                         | 30 апреля 1984      | 21 апреля 1989    |
| 9     | Ван Чанчу                                  | 4 мая 1989          | 23 февраля 1991   |
| (8)   | Укрит Монгколнавин                         | 3 апреля 1992       | 26 мая 1992       |
| 10    | Мичай Ручупхан                             | 28 июня 1992        | 29 марта 1996     |
| 10    | Мичай Ручупхан                             | 29 марта 1996       | 21 марта 2000     |
| 11    | Санит Ворапаня                             | 1 августа 2000      | 12 марта 2001     |
| 12    | Манункрит Рупкахорн                        | 8 апреля 2001       | 8 января 2004     |
| 13    | Сухон Чаликуре                             | 5 марта 2004        | 21 марта 2006     |
| 14    | Прасобсук Бундеч                           | 14 марта 2008       | 18 февраля 2011   |
| 15    | Тирадей Мипиен                             | 22 апреля 2011      | 25 июля 2012      |
| 16    | Ником Вайратпаний                          | 23 августа 2012     | 8 мая 2014        |
| и. о. | Сурачай Леангбунлеодча                     | 9 мая 2014          | 24 мая 2014       |
| 17    | Порнпетч Вичитхолчай                       | 24 мая 2019         | настоящее время   |

## Созывы Сената
| Созыв | Даты работы                       | Состав        | Примечание                                                   |
| ----- | --------------------------------- | ------------- | ------------------------------------------------------------ |
| 1-й   | 24 мая 1946 — 8 ноября 1947       | 80 сенаторов  | Избран Палатой представителей                                |
| 2-й   | 18 ноября 1947 — 29 ноября 1951   | 301 сенатор   |                                                              |
| 3-й   | 4 июля 1968 — 17 ноября 1971      | 120 сенаторов |                                                              |
| 4-й   | 26 января 1975 — 6 октября 1976   | 100 сенаторов |                                                              |
| 5-й   | 22 апреля 1979 — 23 февраля 1991  | 225 сенаторов |                                                              |
| 6-й   | 22 марта 1992 — 22 марта 1996     | 270 сенаторов |                                                              |
| 7-й   | 22 марта 1996 — 21 марта 2000     | 260 сенаторов |                                                              |
| 8-й   | 22 марта 2000 — 21 марта 2006     |               | Избран в 2000 году (впервые прямым голосованием)             |
| 9-й   | 19 апреля 2006 — 19 сентября 2006 |               | Избран в 2006 году (прямое голосование)                      |
| 10-й  | 2 марта 2008 — 1 марта 2014       |               | Избран в 2008 году (прямое голосование)                      |
| 11-й  | 30 марта 2014 — 24 мая 2014       |               | Избран в 2014 году (прямое голосование)                      |
| 12-й  | 11 мая 2019 — 10 июля 2024        |               | Назначен Национальным советом для мира и порядка в 2019 году |
| 13-й  | 10 июля 2024 — настоящее время    |               | Избран в 2024 году (непрямое голосование)                    |